# Tilman-François Suys
Pour les articles homonymes, voir Tillman.
Tilman-François Suys ou Tieleman Franciscus Suys est un architecte belge né à Ostende le 1er juillet 1783 et mort à Wingene près de Bruges le 11 juillet 1861. Son œuvre exprime de la manière la plus évidente la transition entre le néoclassicisme et la néo-Renaissance italienne.

## Biographie
Après des études à l’académie des beaux-arts de Bruges, Suys entre à l’École des beaux-arts de Paris et est admis, en 1808, dans l’atelier de Charles Percier. Après l’obtention du prix de Rome en 1812 pour un projet d’hospice, il séjourne à la villa Médicis où il étudie les temples romains et participe aux premières fouilles archéologiques du forum romain. Il devient alors le protégé du roi Guillaume Ier, qui règne sur le royaume uni des Pays-Bas. 
En 1817, il s'installe à Amsterdam, où il devient professeur et directeur de la classe d'architecture de l’académie des beaux-arts. En tant qu'architecte de la couronne, il dirige la reconstruction de l'église luthérienne ronde (nl). Durant cette période, son style est influencé par le style Empire de son maître Charles Percier et Pierre Fontaine. 
À partir de 1825, il est actif à Bruxelles, où on lui confie la construction de la porte Guillaume. Il succède ensuite à Charles Vander Straeten à la fonction d’architecte du roi et participe, à ce titre, à de nombreux chantiers publics : achèvement du palais des Académies, unification de la façade par un péristyle et aménagement intérieur du palais royal, serres du Jardin Botanique et église Saint-Joseph dans le nouveau quartier Léopold dont il trace les plans. Dans la sphère privée, il construit le château Warocqué à Mariemont non loin des ruines de la résidence d’été des gouverneurs généraux autrichiens, une aile du palais d’Arenberg à front du Petit Sablon et restaure le château de Bouchout à Meise. 
Membre fondateur, depuis 1835, de la Commission royale des Monuments, il consacre une part importante de son temps à la restauration de monuments anciens comme la flèche de l’hôtel de ville de Bruxelles, les bâtiments du sénat et du parlement belge, la porte de Hal et de nombreuses églises dont la cathédrale Saints-Michel-et-Gudule de Bruxelles, alors collégiale.
Même après la révolution belge, Suys continue de recevoir des commandes aux Pays-Bas, par exemple l'église Moïse-et-Aaron d'Amsterdam (1831-1847), l'église De Star (nl) (1848-1849), la Groenmarktkerk (nl) de Haarlem (1844), la Teresiakerk (nl) de La Haye (1839-1841) ou la Boskantkerk, maintenant disparue, toujours à La Haye (1843-1845). À Utrecht, il construit la maison de campagne Het Hoogeland (nl) (1824), et dirige la reconstruction de la cathédrale Saint-Martin.
De 1835 à 1861, Suys est professeur à l'Académie royale des beaux-arts de Bruxelles, où il a pour élèves tous les talents de la nouvelle génération d'architectes belges : Hendrik Beyaert, Joseph Poelaert et Alphonse Balat.
Tilman-François Suys est le père de Léon Suys.

## Démarche architecturale
Figure emblématique de la transition entre néoclassicisme et néo-Renaissance, aux côtés de Renard ou Roelandt, Suys s’illustre par un parti pris de rationalité et de simplicité. Il se caractérise par une remarquable capacité à s'adapter aux conditions locales – climat, matériaux, etc. – sa curiosité pour l'architecture vernaculaire et les traditions régionales. Prônant l’usage du verre et de la pierre bleue issue des carrières wallonnes, symbole de l’industrie nationale, il rompt avec l’aspect traditionnel des façades bruxelloises, enduites et peintes en couleur claire, héritée du classicisme.

## Principales réalisations

### Architecture publique
- 1820-1825 : Église luthérienne ronde - Amsterdam (reconstruction)
- 1820 : Porte Guillaume - Bruxelles (détruite)
- 1824-1831 : Cathédrale Saint-Martin - Utrecht (reconstruction)
- 1825-1826 : Palais des Académies - Bruxelles (achèvement après le renvoi de Charles Vander Straeten pour dépassement de budget)
- Orangerie et serres du pavillon royal - Tervueren (détruit)
- 1826 : Palais royal de Bruxelles (unification de la façade par un péristyle à colonnade, détruit ; aménagement des pièces d'apparat)
- 1826 : Serres du Jardin botanique de Bruxelles (projet partiellement réalisé)
- 1837 : plan d'aménagement du quartier Léopold - Bruxelles
- 1837-1841 : Église Moïse-et-Aaron - Amsterdam
- 1839-1841 : Teresiakerk (nl) - La Haye
- 1842-1849 : Église Saint-Joseph - Bruxelles, Quartier Léopold
- 1842 : Église Saint-Martin - Jemeppe-sur-Sambre
- 1843-1844 : Groenmarktkerk (nl) - Haarlem
- 1843-1845 : Boskantkerk - La Haye
- 1848-1849 : De Star (nl) - Amsterdam
- 1849 : clocher de l'église Saint-Jacques-sur-Coudenberg - Bruxelles

### Architecture privée
- Maison de campagne Het Hoogeland (nl) - Utrecht (1824)
- Château Warocqué - Mariemont (1831-1836, détruit)
- Aile du palais d'Arenberg (palais d'Egmont) - Petit Sablon, Bruxelles (1830-1837)
- Villa de Cazeaux - rue Royale, Bruxelles (1837-1841, détruit)
- Mausolée de La Malibran - cimetière de Laeken (1836)

### Galerie

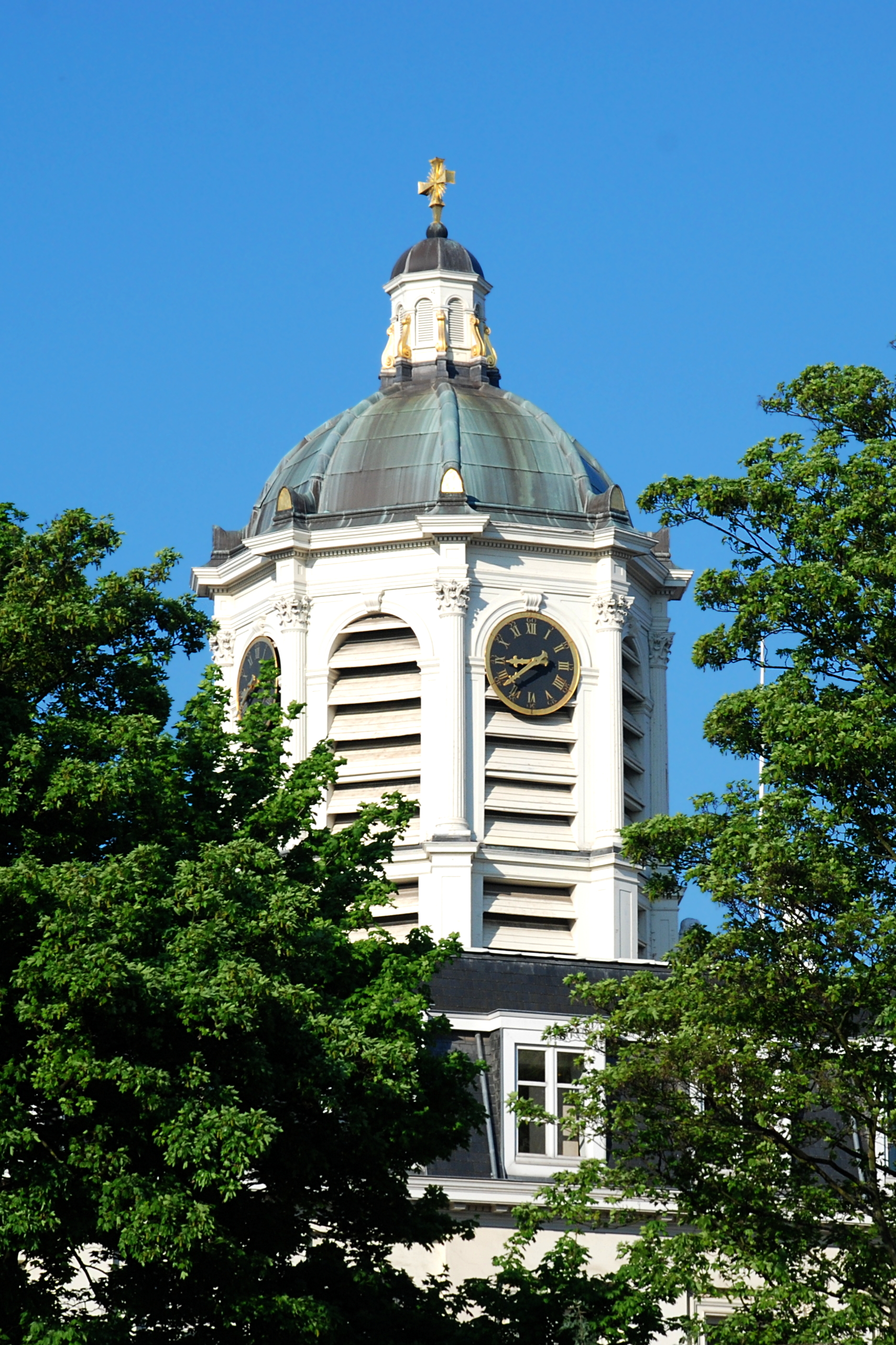
Clocher de l'église Saint-Jacques-sur-Coudenberg de Bruxelles
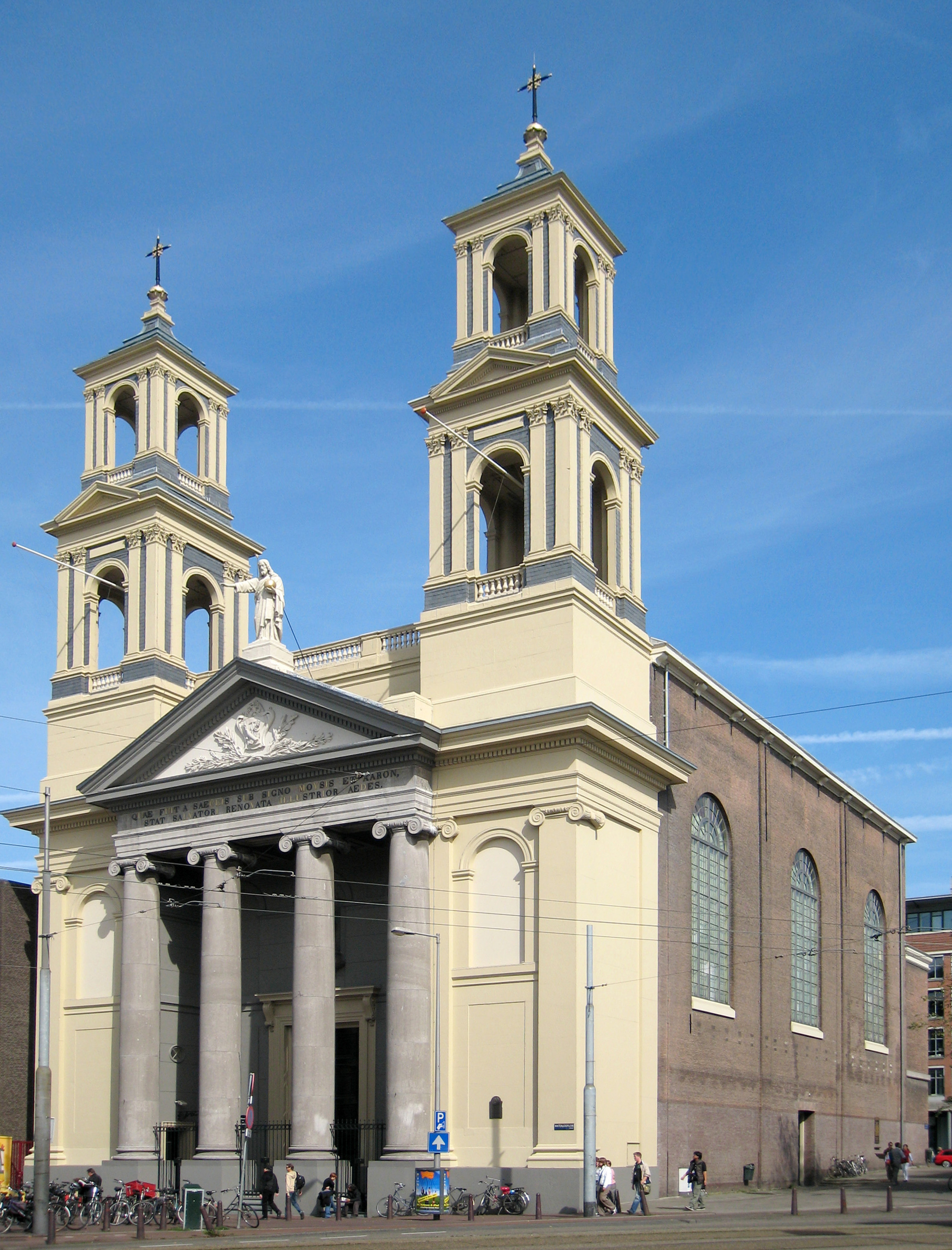
Église Moïse-et-Aaron d'Amsterdam
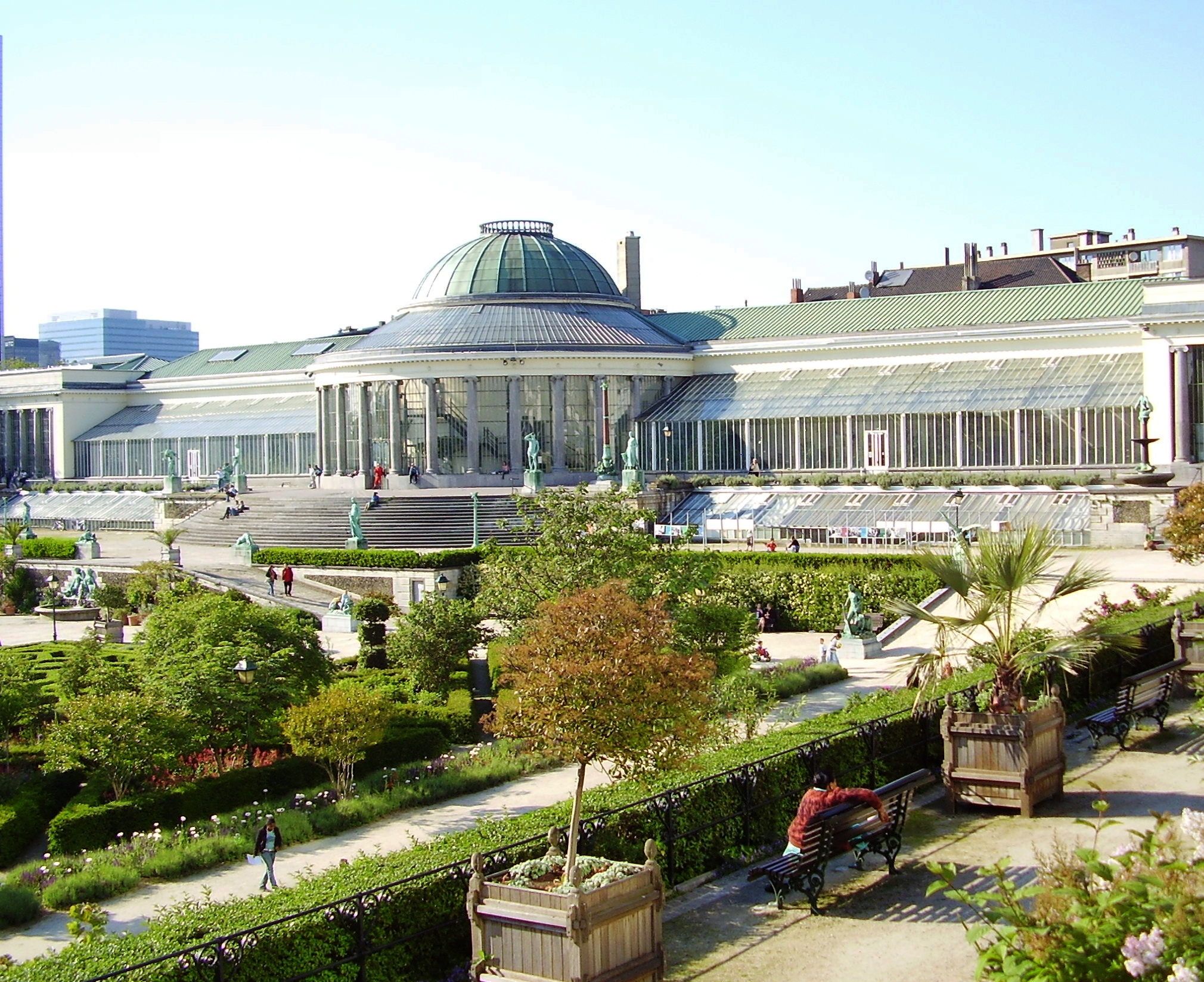
Jardin botanique de Bruxelles
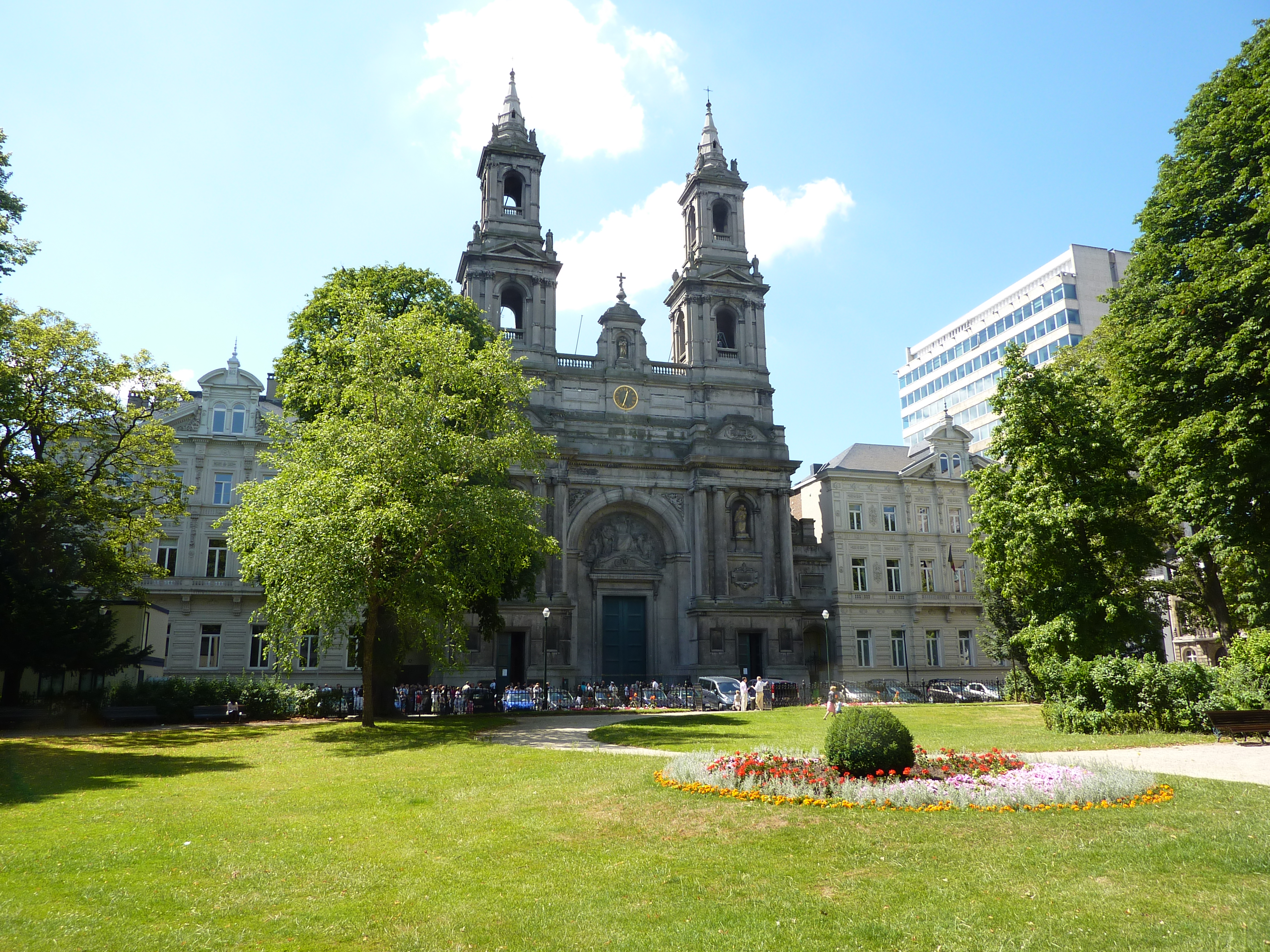
Église Saint-Joseph d'Etterbeek
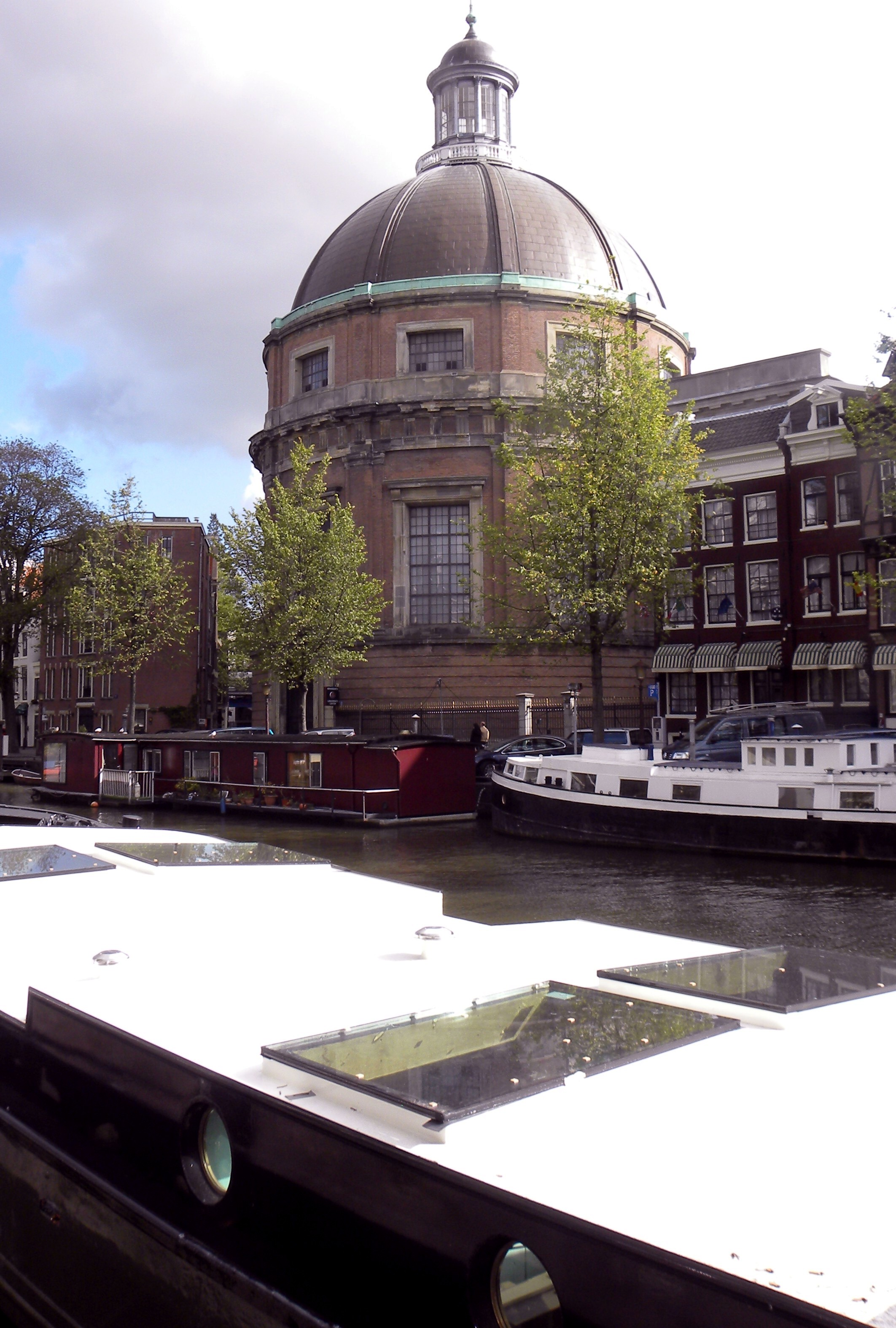
Église luthérienne ronde d'Amsterdam